# Salice Salentino (wijn)
Salice Salentino is een Italiaanse witte, rode of rosé wijn met het kwaliteitslabel Denominazione di origine controllata (DOC). De witte en rosé wijnen kennen ook een mousserende variant. De wijnen wordt geproduceerd in de provincies Brindisi en Lecce van de Zuid-Italiaanse regio Apulië. De Salice Salentino wijnen hebben de classificatie DOC gekregen in 1976.

## Wijnen
De DOC Salice Salentino kent een groot aantal witte, rode, rosé en mousserende wijnen:
- Salice Salentino bianco

witte wijn van ten minste 70% chardonnay druiven, ook als mousserende wijn (spumante)
- Salice Salentino rosato

rosé wijn van minimaal 75% negroamaro druiven, ook als mousserende wijn (spumante)
- Salice Salentino rosso

rode wijn van minimaal 75% negroamaro druiven, er is ook een riserva
- Salice Salentino Negroamaro

rode wijn van minimaal 90% negroamaro druiven, er is ook een riserva
- Salice Salentino Negroamaro rosato

rosé wijn van minimaal 90% negroamaro druiven, ook als mousserende wijn (spumante)
- Salice Salentino Chardonnay

witte wijn van ten minste 85% chardonnay druiven, ook als mousserende wijn (spumante)
- Salice Salentino Pinot bianco

witte wijn van ten minste 85% pinot bianco druiven, ook als mousserende wijn (spumante)
- Salice Salentino Fiano

witte wijn van ten minste 85% fiano druiven, ook als mousserende wijn (spumante)
- Salice Salentino Aleatico

wijnen geproduceerd van minimaal 85% aleatico druiven, aangevuld met regionale druivenrassen negroamaro, malvasia nera en primitivo
ook als riserva, zoete wijn (dolce) en als versterkte dessertwijn (liquoroso dolce en liquoroso riserva).

## Productie
| Provincie | Seizoen | volume in hectoliter |
| --------- | ------- | -------------------- |
| Brindisi  | 1990/91 | 2361,05              |
| Brindisi  | 1991/92 | 1798,19              |
| Brindisi  | 1992/93 | 2742,24              |
| Brindisi  | 1994/95 | 4884,63              |
| Brindisi  | 1995/96 | 4563,52              |
| Brindisi  | 1996/97 | 10747,38             |
| Lecce     | 1993/94 | 2758,73              |
| Lecce     | 1994/95 | 5391,74              |
| Lecce     | 1995/96 | 5944,68              |
| Lecce     | 1996/97 | 12575,03             |